# Bernadette Peters
Bernadette Peters, eg. Bernadette Lazarra, född 28 februari 1948 i Ozone Park i Queens i New York, är en amerikansk skådespelare och sångare. 
Hon har framträtt mycket i musikaler på Broadway, där hon är en stor stjärna, och har belönats med en Tonyutmärkelse två gånger, 1986 och 1999.
Bland hennes mest kända filmer märks Supernollan (1979), Pennies from Heaven (1981) och Annie (1982).
Peters spelade den återkommande rollen som Lenore Rindell, en ekonomisk bedragare, i serien The Good Fight, under 2017 och 2018.
År 1996 gifte hon sig med affärsmannen Michael Wittenberg som omkom i en helikopterolycka i Montenegro i september 2005.

## Filmografi i urval
- 1974 – Benknäckargänget
- 1976 – Det våras för stumfilmen
- 1979 – Supernollan
- 1981 – Pennies from Heaven
- 1982 – Annie
- 1989 – Pink Cadillac
- 1991 – Chopin, mon amour
- 1997 – Odysséen (TV-serie)
- 1997 – Anastasia (röst)
- 1997 – Askungen
- 1999 – Wakko's Wish
- 2001 – Drömprinsen (TV-film)
- 2001 – Frasier, avsnitt Sliding Frasiers (TV-serie)
- 2001 – Ally McBeal (gästroll i TV-serie)
- 2006 – Will & Grace, avsnitt Whatever Happened to Baby Gin? (TV-serie)
- 2017–2018 – The Good Fight (TV-serie) (9 avsnitt)